# Giacinto Fontana
Domenico Giacinto Fontana (Pérouse, 1692 – Pérouse, 1739), plus connu sous le surnom de « Farfallino », est un chanteur castrat italien, principalement actif à Rome de 1712 à 1736. 
Il s'est spécialisé dans le chant soprano des rôles féminins et gagné le nom de « Farfallino » (« Petit papillon ») en raison de l'élégance de ses tenues de scène. Il meurt dans sa ville natale, à l'âge de 47 ans,. Parfois, il craignait le ridicule en jouant certains rôles, comme une prima donna enceinte.

## Rôles créés
Fontana est connu pour avoir créé les rôles suivants :
- Olimpia dans Crispo de Giovanni Bononcini (1721)
- Griselda dans Griselda d'Alessandro Scarlatti (1721)
- Hippolyte dans Ercole sul Termodonte de Vivaldi (1723)
- Marzia dans Catone in Utica de Leonardo Vinci (1728)
- Semiramide dans La Semiramide riconosciuta de Leonardo Vinci (1729)
- Mandane dans Artaserse de Leonardo Vinci (1730)
- Cleofide dans Alessandro nell'Indie de Leonardo Vinci (1730)